# NGC 7657
NGC 7657 је спирална галаксија у сазвежђу Тукан која се налази на NGC листи објеката дубоког неба.
Деклинација објекта је - 57° 48' 19" а ректасцензија 23h 26m 47,1s. Привидна величина (магнитуда) објекта NGC 7657 износи 14,1 а фотографска магнитуда 14,7. NGC 7657 је још познат и под ознакама ESO 148-12, PGC 71456.